# Monopoly
Monopoly és un joc de taula sobre béns immobles, actualment produït per l'empresa estatunidenca Hasbro. Monopoly és un dels jocs de taula comercials més venuts del món. Actualment existeixen més de 1.700 versions, en 37 llengües i es comercialitza en 103 països. Des del 1935 s'han venut 250 milions de còpies i es calcula que 750 milions de persones hi han jugat. El seu èxit li ha merescut la inclusió al National Toy Hall of Fame. En els anys 80 es va fer una edició en català, per part de Parker, però fa anys que està exhaurida. Entre les particularitats d'aquesta edició es troba l'existència d'una sèrie de faltes ortogràfiques en el tauler com la falta d'alguns accents i dièresis.
Com el nom indica, l'objectiu del joc és aconseguir beneficis i finalment el monopoli del mercat, tenint totes les propietats immobles imaginàries que apareixen al joc. Els jugadors mouen les seves respectives fitxes per torns en sentit horari al voltant d'un tauler, basant-se en el llançament de daus, i cauen en caselles que representen propietats i que poden comprar d'un banc imaginari, o deixar que el banc les subhasti en cas de no ser comprades. Si les propietats en les quals cauen ja tenen amos, els amos poden cobrar lloguers. Quan es té el monopoli (totes les caselles d'un color determinat) es pot construir edificis o hotels i augmentar així els lloguers que es cobren. Les cartes de sort i la possibilitat de comprar i vendre propietats entre jugadors augmenten l'emoció del joc.
Jocs similars a Monopoly eren ja populars a començaments del segle xx, sobretot als Estats Units i el Regne Unit.

## Història

### Primers anys

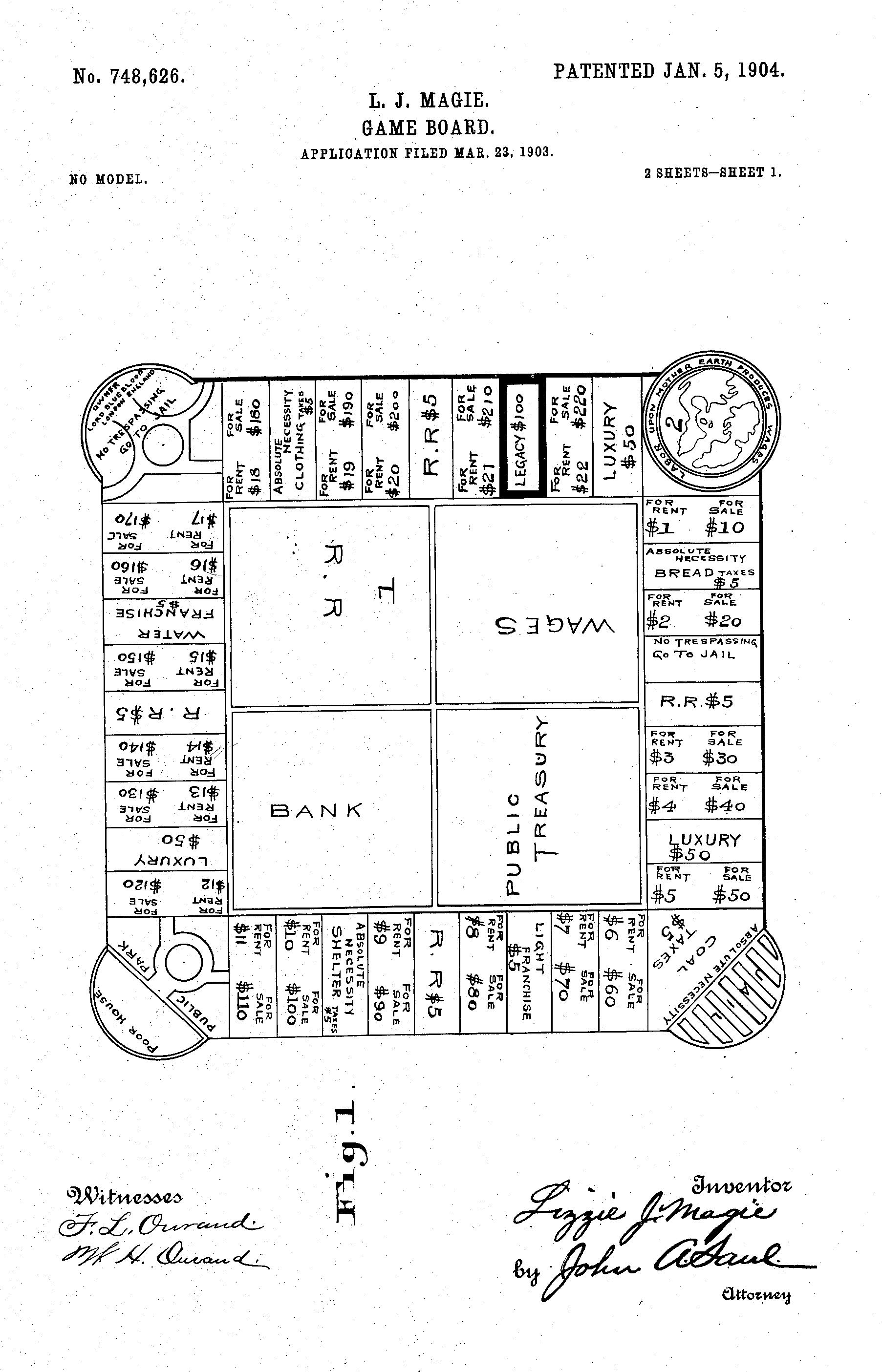
Disseny del tauler de 1904 de Lizzie Magie.

El joc del Monopoly el va inventar Elizabeth Magie l'any 1903 i va patentar-ho el 1904 sota el nom El joc del propietari (The Landlord game). Seguidora del georgisme, volia demostrar que els monopolis, especialment el de la terra, eren perniciosos per la societat i també conciliar les teories liberals amb el socialisme utòpic. El seu joc, va ser autopublicat, començant el 1906.
Magie va crear dos conjunts de regles: un conjunt antimonopolista en què tots eren recompensats quan es creava la riquesa, i un conjunt monopolista en el qual l'objectiu era crear monopolis i aixafar els oponents.
Diverses variants de jocs de taula, basades en el seu concepte, es van desenvolupar des de 1906 fins a la dècada de 1930; implicaven tant el procés de compra de terrenys per al seu desenvolupament com la venda de qualsevol propietat sense urbanitzar. Es van afegir cases de cartró i van augmentar els lloguers a mesura que s'afegien a una propietat. Magie va patentar el joc de nou l'any 1923.
Aquest joc es va anar fent molt popular, sobretot quan el 1933, a partir d'una versió del joc realitzada per Ruth Hoskins, es va estendre a moltes llars d'Atlantic City, especialment a la comunitat quàquera.
Segons un anunci publicat a The Christian Science Monitor, Charles Todd de Filadèlfia va recordar el dia de 1932 en què la seva amiga de la infància, Esther Jones, i el seu marit Charles Darrow van anar a casa seva per sopar. Després de l'àpat, els Todd van presentar a Darrow El joc del propietari, que després van jugar diverses vegades. El joc era completament nou per a Darrow, i va demanar als Todds un conjunt escrit de regles. Després d'aquella nit, Darrow va utilitzar això i va distribuir el joc ell mateix com a Monopoly.
Parker Brothers va comprar els drets d'autor del joc a Darrow. Quan la companyia va saber que Darrow no era l'únic inventor del joc, va comprar els drets de la patent de Magie per 500 dòlars.
Parker Brothers va començar a comercialitzar el joc el 5 de novembre de 1935. El dibuixant Franklin Osborne (F. O.) Alexander va contribuir al disseny. La patent dels EUA número 2026082 A es va emetre a Charles Darrow el 31 de desembre de 1935 per al disseny del tauler de joc i va ser assignada a Parker Brothers Inc. The original version of the game in this format was based on the streets of Atlantic City, New Jersey.

### 1936–1970
Parker Brothers va començar a llicenciar el joc per a la venda fora dels Estats Units el 1936. El 1941, el Servei d'Intel·ligència Secreta britànic tenia John Waddington Ltd., el fabricant amb llicència del joc al Regne Unit, crear una edició especial per als presoners de guerra en poder dels naziss durant la Segona Guerra Mundial. Dins d'aquests jocs s'amagaven mapes, brúixoles, diners reals i altres objectes útils per escapar. Van ser distribuïts als presoners per falses organitzacions benèfiques creades pel Servei secret britànic.
A l'ocupació alemanya dels Països Baixos, el govern alemany i els seus col·laboradors estaven disgustats amb els neerlandesos que utilitzaven jocs de monopoli amb localitzacions americanes o britàniques, i van desenvolupar una versió amb ubicacions holandeses. Com que aquesta versió no tenia elements pro-nazis específics, va continuar utilitzant-se després de la guerra i va formar la base per als jocs de monopoli utilitzats als Països Baixos fins al present.

### Dècades de 1970-1980
El professor d'economia Ralph Anspach va publicar Anti-Monopoli el 1973, i va ser demandat per infracció de marca per Parker Brothers el 1974. El cas va ser jutjat el 1976. Anspach va guanyar el judici el 1976 i en apel·lacions l'any 1979, ja que el Tribunal del 9è Circuit va determinar que la marca registrada Monopoly era genèrica i, per tant, inaplicable. La Cort Suprema dels Estats Units es va negar a escoltar el cas, i va permetre que la sentència del tribunal d'apel·lació es mantingués. Aquesta decisió va ser anul·lada per l'aprovació de la Llei Pública 98-620 el 1984. Amb aquesta llei en vigor, Parker Brothers i la seva empresa matriu, Hasbro, continuen tenint marques comercials vàlides per al joc Monopoli. Tanmateix, Anti-Monopoly va quedar exempt de la llei i Anspach va arribar més tard a un acord amb Hasbro i comercialitza el seu joc sota la llicència d'ells.
La investigació que Anspach va dur a terme durant el litigi va ser la que va ajudar a posar la història del joc segons Charles Darrow en el punt de mira.

### Propietat de Hasbro
Hasbro va adquirir Parker Bros. i, per tant, Monopoly l'any 1991. Abans de l'adquisició per part de Hasbro, Parker Bros. actuava com a editor només emetent dos versions alhora, una normal i l'altra de luxe. Hasbro va crear i llicenciar moltes altres versions de Monopoly i va buscar l'aportació del públic per variar el joc. Una nova onada de productes amb llicència es va començar el 1994, quan Hasbro va concedir una llicència a USAopoly per començar a publicar una edició San Diego de Monopoly, que des de llavors ha estat seguida per més d'un centenar de llicenciataris més, inclosos Winning Moves Games (des de 1995) i Winning Solutions, Inc. (des de 2000) als Estats Units.
La companyia va celebrar un torneig nacional en un tren noliejat que anava de Chicago a Atlantic City el 2003. També aquell any, Hasbro va demandar el fabricant de Ghettopoly i va guanyar. Al febrer de 2005, l'empresa va demandar a RADGames pel seu joc de taula d'accessoris Super Add-On que encaixava al centre del tauler. El jutge va emetre inicialment una mesura cautelar el 25 de febrer de 2005 per aturar la producció i les vendes abans de pronunciar-se a favor de RADGames l'abril de 2005.
El Speed Die es va afegir a tots els conjunts habituals de Monopoly el 2008. Després de fer enquestes als seus seguidors de Facebook, Hasbro Gaming va prendre les regles principals i les va afegir a una edició de regles publicada a la tardor de 2014 i com a regles opcionals el 2015. Al gener de 2017, Hasbro va convidar els usuaris d'Internet a votar un nou conjunt de peces de joc, amb aquesta nova edició regular que es publicaria el març de 2017.
L'1 de maig de 2018, la directora gerent de Hasbro per al sud-est asiàtic, Hong Kong i Taiwan, Jenny Chew Yean Nee amb M101 Holdings Sdn Bhd, va anunciar l'acord amb l'hotel Monopoly Mansion, hotel de 225 habitacions, aleshores en construcció, situat a Kuala Lumpur que tindria una sensació de Gatsby de la dècada del 1920. El grup Sirocco de M101 gestionaria l'hotel quan es va obrir el 2019.
Hasbro va anunciar el març de 2021 que planeja actualitzar les cartes del cofre de la comunitat amb altres que seran més conscients socialment, convidant els fans del joc a votar les noves versions. L'abril de 2022, Hasbro va anunciar una altra enquesta. Aquesta votació suposaria la reintroducció d'una peça retirada anteriorment a canvi d'una peça existent. El resultat d'aquesta veurà la tornada de la peça del didal i el T-Rex s'eliminarà gradualment a la tardor de 2022.

### Edició en català per a Barcelona
| APARCAMENT GRATUÏT                    | APARCAMENT GRATUÏT                    | CARRER DE LLEIDA PREU 22.000          | SORT                        | CARRER DE FONTANELLA PREU 22.000 | TRAVESSERA DE LES CORTS PREU 24.000 | ESTACIÓ DE FRANÇA PREU 20.000             | RAMBLES PREU 26.000                            | VIA LAIETANA PREU 26.000      | COMPANYIA D'AIGÜES PREU 15.000 | PLAÇA DE CATALUNYA PREU 28.000 | VÉS A LA PRESÓ                                        | VÉS A LA PRESÓ                                        |
| APARCAMENT GRATUÏT                    | APARCAMENT GRATUÏT                    |                                       | SORT                        |                                  |                                     | ESTACIÓ DE FRANÇA PREU 20.000             |                                                |                               | COMPANYIA D'AIGÜES PREU 15.000 |                                | VÉS A LA PRESÓ                                        | VÉS A LA PRESÓ                                        |
| CARRER D'ARAGÓ PREU 20.000            |                                       | MONOPOLY®                             | MONOPOLY®                   | MONOPOLY®                        | MONOPOLY®                           | MONOPOLY®                                 | MONOPOLY®                                      | MONOPOLY®                     | MONOPOLY®                      | MONOPOLY®                      |                                                       | AVINGUDA PORTAL DE L'ANGEL PREU 30.000                |
| PLAÇA DE SANT JAUME PREU 18.000       |                                       | MONOPOLY®                             | MONOPOLY®                   | MONOPOLY®                        | MONOPOLY®                           | MONOPOLY®                                 | MONOPOLY®                                      | MONOPOLY®                     | MONOPOLY®                      | MONOPOLY®                      |                                                       | PASSEIG MARAGALL PREU 30.000                          |
| CAIXA DE COMUNITAT                    | CAIXA DE COMUNITAT                    | MONOPOLY®                             | MONOPOLY®                   | MONOPOLY®                        | MONOPOLY®                           | MONOPOLY®                                 | MONOPOLY®                                      | MONOPOLY®                     | MONOPOLY®                      | MONOPOLY®                      | CAIXA DE COMUNITAT                                    | CAIXA DE COMUNITAT                                    |
| PASSEIG DE SANT JOAN PREU 18.000      |                                       | MONOPOLY®                             | MONOPOLY®                   | MONOPOLY®                        | MONOPOLY®                           | MONOPOLY®                                 | MONOPOLY®                                      | MONOPOLY®                     | MONOPOLY®                      | MONOPOLY®                      |                                                       | AVINGUDA DE SARRIÀ PREU 32.000                        |
| ESTACIÓ PASSEIG DE GRACIA PREU 20.000 | ESTACIÓ PASSEIG DE GRACIA PREU 20.000 | MONOPOLY®                             | MONOPOLY®                   | MONOPOLY®                        | MONOPOLY®                           | MONOPOLY®                                 | MONOPOLY®                                      | MONOPOLY®                     | MONOPOLY®                      | MONOPOLY®                      | ESTACIÓ DE SANTS PREU 20.000                          | ESTACIÓ DE SANTS PREU 20.000                          |
| CARRER DE TARRAGONA PREU 16.000       |                                       | MONOPOLY®                             | MONOPOLY®                   | MONOPOLY®                        | MONOPOLY®                           | MONOPOLY®                                 | MONOPOLY®                                      | MONOPOLY®                     | MONOPOLY®                      | MONOPOLY®                      | SORT                                                  | SORT                                                  |
| CARRER D'ARIBAU PREU 14.000           |                                       | MONOPOLY®                             | MONOPOLY®                   | MONOPOLY®                        | MONOPOLY®                           | MONOPOLY®                                 | MONOPOLY®                                      | MONOPOLY®                     | MONOPOLY®                      | MONOPOLY®                      |                                                       | CARRER DE BALMES COBRAR 35.000                        |
| COMPANYIA ELÈCTRICA PREU 15.000       | COMPANYIA ELÈCTRICA PREU 15.000       | MONOPOLY®                             | MONOPOLY®                   | MONOPOLY®                        | MONOPOLY®                           | MONOPOLY®                                 | MONOPOLY®                                      | MONOPOLY®                     | MONOPOLY®                      | MONOPOLY®                      | TAXA DE LUXE PAGAR 10.000                             | TAXA DE LUXE PAGAR 10.000                             |
| CARRER DE MUNTANER PREU 14.000        |                                       | MONOPOLY®                             | MONOPOLY®                   | MONOPOLY®                        | MONOPOLY®                           | MONOPOLY®                                 | MONOPOLY®                                      | MONOPOLY®                     | MONOPOLY®                      | MONOPOLY®                      |                                                       | PASSEIG DE GRÀCIA PREU 40.000                         |
| PRESÓ                                 | PRESÓ                                 |                                       |                             | SORT                             |                                     | ESTACIÓ FERROCARRILS CATALANS PREU 20.000 | IMPOST SOBRE REINTEGRAMENTS PAGAR 10% o 20.000 |                               | CAIXA DE COMUNITAT             |                                | SORTIDA COBRA 20.000 CADA VEGADA QUE PASSIS PER ACÍ ← | SORTIDA COBRA 20.000 CADA VEGADA QUE PASSIS PER ACÍ ← |
| PRESÓ                                 | PRESÓ                                 | CARRER DE CONSELL DE CENT PREU 12.000 | CARRER D'URGELL PREU 10.000 | SORT                             | CARRER DE GIRONA PREU 10.000        | ESTACIÓ FERROCARRILS CATALANS PREU 20.000 | IMPOST SOBRE REINTEGRAMENTS PAGAR 10% o 20.000 | CARRER DE ROSSELLÓ PREU 6.000 | CAIXA DE COMUNITAT             | CARRER D'AVINYÓ PREU 6.000     | SORTIDA COBRA 20.000 CADA VEGADA QUE PASSIS PER ACÍ ← | SORTIDA COBRA 20.000 CADA VEGADA QUE PASSIS PER ACÍ ← |

## Edició global
L'any 2008 Parker Brothers va convocar una votació popular per tal d'escollir les 22 ciutats que apareixeran a MONOPOLY Here & Now, la primera versió global de Monopoly. Els seguidors del popular joc van poder votar 20 ciutats, del 22 de gener al 28 de febrer del 2008. Les altres 2 ciutats, que a diferència de les altres van ser nominades popularment, van rebre vots entre el 29 de febrer i el 9 de març del 2008. L'agost de 2008 es va fer públic el tauler final del nou Monopoly, que va sortir a la venda a 45 països.
Les 68 ciutats nominades per Parker Brothers per a la votació mundial de les 20 ciutats van ser:
| - Amsterdam - Atenes - Barcelona - Belgrad - Berlín - Bogotà - Boston - Bratislava - Brussel·les - Bucarest - Budapest - Buenos Aires - Caracas - Cardiff - Chicago - Ciutat del Cap - Ciutat de Mèxic | - Copenhaguen - Dubai - Dublín - Edimburg - El Caire - Estocolm - Frankfurt - Hèlsinki - Hong Kong - Istanbul - Jerusalem - Kíev - Kuala Lumpur - Las Vegas - Lisboa - Ljubljana - Londres | - Los Angeles - Lió - Madrid - Melbourne - Montreal - Moscou - Mumbai - Múnic - Nova York - Oslo - París - Pequín - Praga - Queenstown - Riga - Rio de Janeiro - Roma | - Santiago de Xile - Sant Petersburg - Seül - Sydney - Singapur - Sofia - Tallinn - Tòquio - Toronto - Vancouver - Varsòvia - Viena - Vílnius - Xangai - Washington DC - Zagreb - Zúric |

Finalment les 22 ciutats triades (20+2) per ordre de nombre de vots van ser:
| - 1. Montreal - Blau fosc - 2. Riga - Blau fosc - 3. Ciutat del Cap - Verd - 4. Belgrad - Verd - 5. París- Verd - 6. Jerusalem - Groc - 7. Hong Kong - Groc - 8. Pequín - Groc - 9. Londres - Vermell - 10. Nova York - Vermell - 11. Sydney - Vermell | - 12. Vancouver - Taronja - 13. Xangai - Taronja - 14. Roma - Taronja - 15. Toronto - Malva - 16. Kíev - Malva - 17. Istanbul- Malva - 18. Atenes - Blau clar - 19. Barcelona - Blau clar - 20. Tòquio - Blau clar - 21. Taipei - Marró - 22. Gdynia - Marró |

## En els mitjans

### Cinema
El juliol de 2015 Hasbro va anunciar que Lionsgate distribuiria un film sobre Monopoly amb Andrew Niccol de guionista, i seria una pel·lícula d'acció-aventura per a tota la família. Estaria cofinançada per Lionsgate i per Allspark Pictures de Hasbro.
El gener de 2019 va ser anunciat que Allspark Pictures estaria produint un film de Monopoly conjuntament amb la productora de Kevin Hart, HartBeat Productions, i amb The Story Company. Hart possiblement protagonitzaria el film i Tim Story podria dirigir-ho; no s'han donat més detalls d'aquesta nova iteració del projecte de llarga gestació.

## Monopoly GO!
Scopely va llançar Monopoly GO, la versió digital del joc de taula Monopoly, disponible a Google Play i App Store.